# (16263) 2000 JV37
A (16263) 2000 JV37 egy kisbolygó a Naprendszerben. A LINEAR projekt keretében fedezték fel 2000. május 7-én.